# Junior Grand Prix w Polsce
Junior Grand Prix w Polsce – międzynarodowe zawody w łyżwiarstwie figurowym juniorów znane także pod nazwą Baltic Cup (gdy odbywają się w Gdańsku) lub Toruń Cup (gdy odbywają się w Toruniu), z wyjątkiem kiedy są one równocześnie finałem cyklu Junior Grand Prix (ang. ISU Junior Grand Prix Final). Od 1999 r. zawody pojawiają się w cyklu Junior Grand Prix organizowanym przez Międzynarodową Unię Łyżwiarską. W jego trakcie rozgrywane są zawody w jeździe indywidualnej kobiet i mężczyzn oraz par sportowych i tanecznych.

## Medaliści (J)

### Soliści
| Rok        | Miasto | Złoto               | Srebro              | Brąz                | Źr.    |
| ---------- | ------ | ------------------- | ------------------- | ------------------- | ------ |
| 1999 Finał | Gdańsk | Gao Song            | Stefan Lindemann    | Fedor Andreev       | [ 1 ]  |
| 2000       | Gdańsk | Ryan Bradley        | Andriej Griaziew    | Stanisław Timczenko |        |
| 2001       | Gdańsk | Stanisław Timczenko | Karel Zelenka       | Aleksandr Uspieński | [ 2 ]  |
| 2003       | Gdańsk | Parker Pennington   | Aleksandr Uspieński | Yasuharu Nanri      | [ 3 ]  |
| 2005       | Gdańsk | Aleksandr Uspieński | Austin Kanallakan   | Yang Chao           | [ 4 ]  |
| 2007 Finał | Gdańsk | Adam Rippon         | Brandon Mroz        | Armin Mahbanoozadeh | [ 5 ]  |
| 2009       | Toruń  | Yuzuru Hanyū        | Austin Kanallakan   | Gordiej Gorszkow    | [ 6 ]  |
| 2011       | Gdańsk | Joshua Farris       | Artur Dmitrijew Jr. | Ryuichi Kihara      | [ 7 ]  |
| 2013       | Gdańsk | Adjan Pitkiejew     | Aleksandr Pietrow   | Zhang He            | [ 8 ]  |
| 2015       | Toruń  | Sōta Yamamoto       | Deniss Vasiļjevs    | Roman Sadovsky      | [ 9 ]  |
| 2017       | Gdańsk | Aleksiej Jerochow   | Camden Pulkinen     | Conrad Orzel        | [ 10 ] |
| 2019       | Gdańsk | Daniił Samsonow     | Yuma Kagiyama       | Daniel Grassl       | [ 11 ] |

### Solistki
| Rok        | Miasto | Złoto                   | Srebro                 | Brąz                  | Źr.    |
| ---------- | ------ | ----------------------- | ---------------------- | --------------------- | ------ |
| 1999 Finał | Gdańsk | Deanna Stellato         | Jennifer Kirk          | Swietłana Bukariewa   | [ 1 ]  |
| 2000       | Gdańsk | Anna Jurkiewicz         | Colette Irving         | Carina Chen           |        |
| 2001       | Gdańsk | Irina Tkaczuk           | Swietłana Pilipenko    | Magdalena Leska       | [ 2 ]  |
| 2003       | Gdańsk | Viktória Pavuk          | Akiko Kitamura         | Kiira Korpi           | [ 3 ]  |
| 2005       | Gdańsk | Haruka Inoue            | Akiko Kitamura         | Xu Binshu             | [ 4 ]  |
| 2007 Finał | Gdańsk | Mirai Nagasu            | Rachael Flatt          | Yuki Nishino          | [ 5 ]  |
| 2009       | Toruń  | Kanako Murakami         | Anna Owczarowa         | Christina Gao         | [ 6 ]  |
| 2011       | Gdańsk | Julija Lipnicka         | Satoko Miyahara        | Samantha Cesario      | [ 7 ]  |
| 2013       | Gdańsk | Jewgienija Miedwiediewa | Angela Wang            | Gabrielle Daleman     | [ 8 ]  |
| 2015       | Toruń  | Polina Curska           | Jekaterina Mitrofanowa | Rin Nitaya            | [ 9 ]  |
| 2017       | Gdańsk | Alona Kostornoj         | Darja Panienkowa       | Rino Kasakake         | [ 10 ] |
| 2019       | Gdańsk | Alysa Liu               | Wiktorija Wasiljewa    | Anastasija Tarakanowa | [ 11 ] |

### Pary sportowe
| Rok        | Miasto | Złoto                                                                              | Srebro                                         | Brąz                                       | Źr.                       |
| ---------- | ------ | ---------------------------------------------------------------------------------- | ---------------------------------------------- | ------------------------------------------ | ------------------------- |
| 1999 Finał | Gdańsk | Alona Sawczenko / Stanisław Morozow                                                | Julija Szapiro / Aleksiej Sokołow              | Wiktorija Szliachowa / Grigorij Pietrowski | [ 1 ]                     |
| 2000       | Gdańsk | Julija Karbowska / Siergiej Sławnow                                                | Ding Yang / Ren Zhongfei                       | Julija Szapiro / Dmitrij Chromin           |                           |
| 2001       | Gdańsk | Julija Karbowska / Siergiej Sławnow                                                | Tetiana Wołosożar / Petro Charczenko           | Cathy Monette / Daniel Castelo             | [ 2 ]                     |
| 2003       | Gdańsk | Marija Muchortowa / Maksim Trańkow                                                 | Arina Uszakowa / Aleksandr Popow               | Brandilyn Sandoval / Laureano Ibarra       | [ 3 ]                     |
| 2005       | Gdańsk | Aaryn Smith / Will Chitwood                                                        | Jekaterina Wasilijewa / Aleksandr Smirnow      | Angelika Pylkina / Niklas Hogner           | [ 4 ]                     |
| 2007 Finał | Gdańsk | Wiera Bazarowa / Jurij Łarionow† Ksienija Krasilnikowa / Konstantin Biezmatiernych | Jekatierina Szeriemietjewa / Michaił Kuzniecow | Jessica Rose Paetsch / Jon Nuss            | [ 5 ]                     |
| 2009       | Toruń  | Narumi Takahashi / Mervin Tran                                                     | Tatjana Nowik / Mihaił Kuzniecow               | Brittany Jones / Kurtis Gaskell            | [ 6 ]                     |
| 2011       | Gdańsk | Britney Simpson / Matthew Blackmer                                                 | Katherine Bobak / Ian Beharry                  | Tatjana Tudwasiewa / Siergiej Lisjew       | [ 7 ]                     |
| 2013       | Gdańsk | konkurencji nie rozegrano                                                          | konkurencji nie rozegrano                      | konkurencji nie rozegrano                  | konkurencji nie rozegrano |
| 2015       | Toruń  | Jekatierina Borisowa / Dmitrij Sopot                                               | Amina Atachanowa / Ilja Spiridonow             | Anastasija Gubanowa / Aleksiej Sincow      | [ 9 ]                     |
| 2017       | Gdańsk | Jekatierina Aleksandrowska / Harley Windsor                                        | Darja Pawluczenko / Dienis Chodykin            | Anastasija Połujanowa / Dmitrij Sopot      | [ 10 ]                    |
| 2019       | Gdańsk | Apollinarija Panfiłowa / Dmitrij Ryłow                                             | Kate Finster / Balazs Nagy                     | Annika Hocke / Robert Kunkel               | [ 11 ]                    |

### Pary taneczne
| Rok        | Miasto | Złoto                                 | Srebro                                        | Brąz                                          | Źr.    |
| ---------- | ------ | ------------------------------------- | --------------------------------------------- | --------------------------------------------- | ------ |
| 1999 Finał | Gdańsk | Natalja Romaniuta / Daniił Barancew   | Emilie Nussear / Brandon Forsyth              | Kristina Kobaładze / Ołeh Wojko               | [ 1 ]  |
| 2000       | Gdańsk | Jelena Romanowska / Aleksandr Graczew | Oksana Domnina / Maksim Bołotin               | Marina Kozłowa / Siergiej Baranow             |        |
| 2001       | Gdańsk | Jelena Chalawina / Maksim Szabalin    | Marina Kozłowa / Siergiej Baranow             | Christina Beier / William Beier               | [ 2 ]  |
| 2003       | Gdańsk | Alaksandra Zarecka / Raman Zarecki    | Jekatierina Rublewa / Iwan Szefier            | Kirsten Frisch / Augie Hill                   | [ 3 ]  |
| 2005       | Gdańsk | Anastasija Gorszkowa / Ilja Tkaczenko | Jekatierina Bobrowa / Dmitrij Sołowjow        | Jane Summersett / Elliott Pennington          | [ 4 ]  |
| 2007 Finał | Gdańsk | Marija Mońko / Ilja Tkaczenko         | Emily Samuelson / Evan Bates                  | Kristina Gorszkowa / Witalij Butikow          | [ 5 ]  |
| 2009       | Toruń  | Jelena Iljinych / Nikita Kacałapow    | Marina Antipowa / Artiom Kudaszew             | Isabella Cannuscio / Ian Lorello              | [ 6 ]  |
| 2011       | Gdańsk | Wiktorija Sinicyna / Rusłan Żyganszyn | Anastasija Galjeta / Oleksij Szumski          | Anna Janowska / Siergiej Mozgow               | [ 7 ]  |
| 2013       | Gdańsk | Kaitlin Hawayek / Jean-Luc Baker      | Ołeksandra Nazarowa / Maksym Nikitin          | Ałła Łoboda / Pawieł Drozd                    | [ 8 ]  |
| 2015       | Toruń  | Lorraine McNamara / Quinn Carpenter   | Christina Carreira / Anthony Ponomarenko      | Anastasija Skopcowa / Kiriłł Aloszyn          | [ 9 ]  |
| 2017       | Gdańsk | Anastasija Skopcowa / Kiriłł Aloszyn  | Jelizawieta Chudajbierdijewa / Nikita Nazarow | Caroline Green / Gordon Green                 | [ 10 ] |
| 2019       | Gdańsk | Avonley Nguyen / Wadym Kołesnyk       | Loïcia Demougeot / Théo Le Mercier            | Jekatierina Kataszynska / Aleksandr Waśkowicz | [ 11 ] |